# Aeropuerto Internacional Dr. Babasaheb Ambedkar
El Aeropuerto Internacional Dr. Babasaheb Ambedkar (en marathi, बाबासाहेब आंबेडकर आंतरराष्ट्रीय विमानतळ) (IATA: NAG, OACI: VANP) es un aeropuerto internacional que da servicio a la ciudad de Nagpur, Maharashtra, India. Recibe su nombre de Bhimrao "Babasaheb" Ambedkar, el famoso economista, jurista y político indio. Estatégicamente ubicado y en una prospera región, los datos del aeropuerto de Nagpur gozan del elevado crecimiento de tráfico aéreo en India. El aeropuerto une a Nagpur con los principales centros aeronáuticos de India, en Bombay y Delhi, así como los destinos internacionales de Sharjah, Dubái y Doha. El aeropuerto ha sufrido un leve descenso del tráfico aéreo debido al incremento de precios del combustible.

## Desarrollo previsto

### MIHAN
Maharashtra Airport Development Corporation construirá un vehículo especial para construir el proyecto de centro de carga multimodal, valorado en 2.500 millones de rupias en un espacio de 1.100 km². Según un directivo del aeropuerto "La pista será ampliada a 3.600 metros por 60 metros para que los aviones de fuselaje ancho como el Boeing 747 puedan aterrizar aquí".

### Modernización
Los trabajos en la pista paralela deberían comenzar en breve. Las futuras construcciones en el aeropuerto de Nagpur permitirán que en 2025 pueda atender a cincuenta aviones diarios y a 14 millones de pasajeros anuales. Al menos el 70% de los trabajos de modernización ya han sido completados. La terminal tiene un espacio de 8.500 m² y se añadirán 7.000 m² adicionales para dar al edificio un aspecto rectangular. La nueva terminal podrá atender a 600 pasajeros a la vez.

### Fingers
La nueva terminal estará dotada de dos fingers que permitirán a los pasajeros embarcar y desembarcar de la terminal por su propio pie.. Ambos fingers están operativos desde julio de 2008.

## Aerolíneas y destinos

### Domésticos
| Aerolíneas        | Destinos                     |
| ----------------- | ---------------------------- |
| Air India Express | Ahmedabad, Bombay            |
| IndiGo Airlines   | Delhi, Calcuta, Bombay, Pune |
| JetLite           | Indore, Bombay               |

### Internacionales
| Aerolíneas        | Destinos |
| ----------------- | -------- |
| Air Arabia        | Sharjah  |
| Air India Express | Dubái    |
| Qatar Airways     | Doha     |

## Estadísticas
Ver fuente y consulta Wikidata.